# Renato Zveteremich
Renato Zveteremich (Trieste, Italia, 1893 - Milán, Italia, 1951) fue un publicista italiano, conocido por su trabajo durante los años 1930 en el seno de la oficina publicitaria del fabricante de máquinas de escribir Olivetti.
Su dirección artística para Olivetti, comenzada en 1931, se caracterizaba por un planteamiento experimental similar a un laboratorio gráfico, con múltiples proyectos paralelos. Para ello empleaba diseñadores jóvenes y prometedores como Xanti Schawinsky, Guido Modiano, los arquitectos Luigi Figini y Gino Pollini, y posteriormente Marcello Nizzoli y Giovanni Pintori. En este método de creación publicitaria, los estilos de los diferentes autores que contribuían a crear la cultura de la empresa se conjugaban en una identidad coral y pluridisciplinar, en oposición al estilo de marketing fragmentado según los sectores de la industria que fue popularizado por las agencias de publicidad estadounidenses a partir de los años 1960. También le gustaba considerarse como un pionero de la arquitectura moderna, al haber tomado parte en la defensa del racionalismo italiano junto con Persico y Pagano.
Entre 1941 y 1943, Zveteremich escribió una serie de artículos de opinión en la revista de arquitectura Domus, en los cuales expresaba su punto de vista sobre el mundo de la publicidad, analizando su relación con el arte y con la propaganda política. En su último artículo para esa revista, los acontecimientos políticos como la liberación de Mussolini y la ocupación nazi, que le afectaron profundamente, le obligaron a cambiar sus propósitos, que anteriormente solían dirigirse a la defensa de un puro ideal estético. Sin embargo, en sus textos también predijo la situación del mundo publicitario italiano de los años 1950, en el cual "la publicidad [tendrá] escritores y poetas, pintores, diseñadores, artistas, fotógrafos, y diseñadores gráficos a su servicio."
En 1938, Zveteremich fue sucedido en su puesto de Olivetti por el poeta ingeniero Leonardo Sinisgalli. Sin embargo, su dirección artística influenció de manera duradera el estilo de la comunicación gráfica de Olivetti, incluso en el periodo de posguerra.